# سناجب أرضية
سناجب أرضية (الاسم العلمي: Xerinae) هي أسرة من السناجب تتبع فصيلة السنجابية من رتبة القوارض.

## قبائل
- سنجاباوية أرضية
- مرموطاوية

## أجناس
- مرموط